# Tero Halmesmäki
Tero Halmesmäki (ur. 26 września 1995) – fiński zapaśnik walczący w stylu klasycznym. Zajął dwudzieste miejsce na mistrzostwach świata w 2017. Dwunasty na mistrzostwach Europy w 2020. Zdobył dwa złote medale na mistrzostwach nordyckich w 2016 i 2017. Dziesiąty na igrzyskach wojskowych w 2019. Brązowy medalista mistrzostw świata wojskowych w 2018 roku.